# 斯維亞特察湖
斯維亞特察湖（白俄羅斯語：Святца）是白俄羅斯的湖泊，位於布拉斯拉夫北面，由維捷布斯克州負責管轄，長0.74公里、寬0.59公里，面積0.29平方公里，集水區面積4.1平方公里，湖岸線長度2.07公里，最大水深4.1米。